# Brendan Mullen

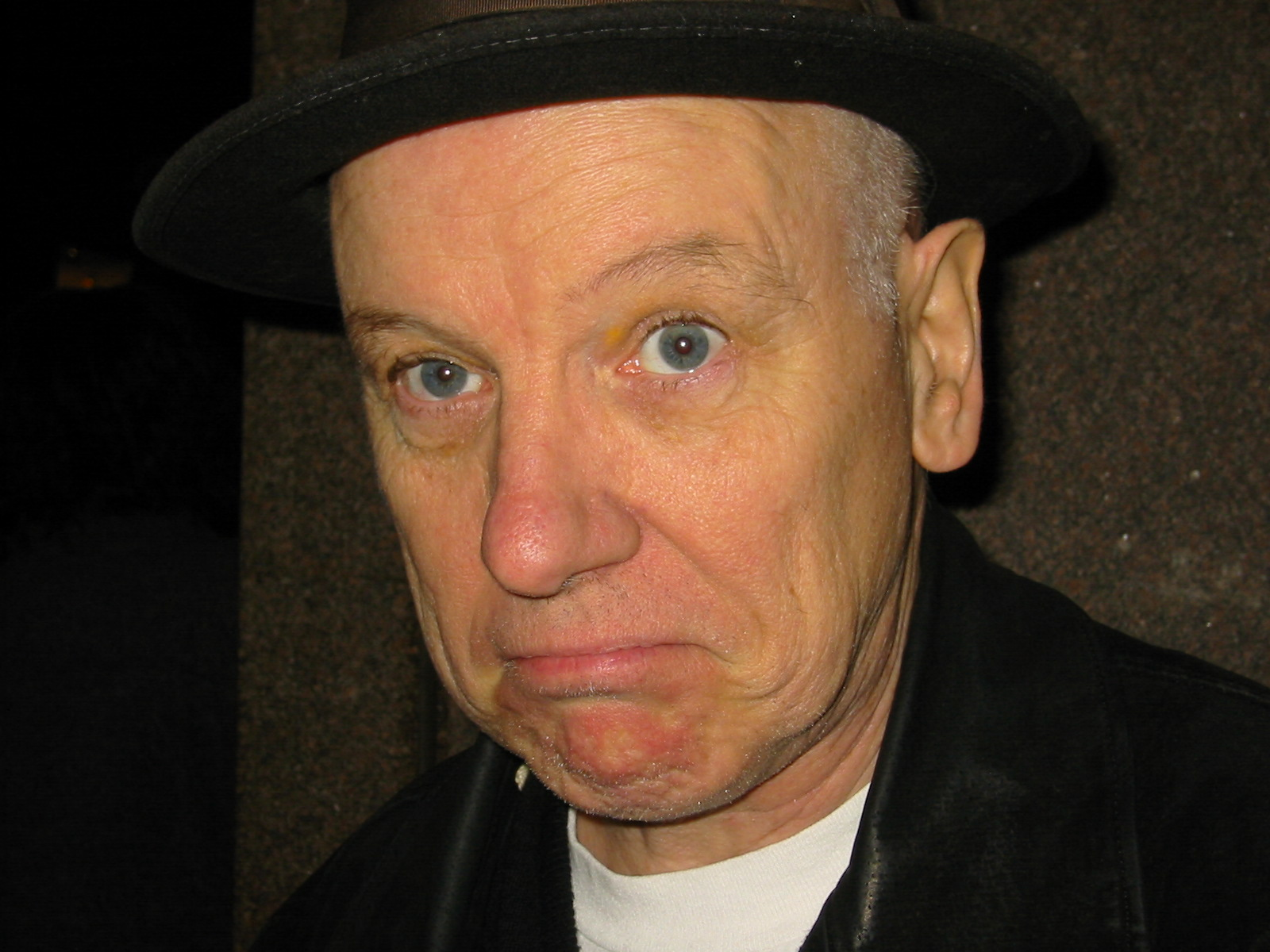
Brendan Mullen (2003)

Brendan Mullen (* 9. Oktober 1949 in Paisley, Schottland; † 12. Oktober 2009 in Ventura, Kalifornien) war ein britischer Nachtklubbesitzer, Musikpromoter und Autor. Bekanntheit erlangte er als Gründer des Klubs The Masque und Initiator der Punkszene von Los Angeles.

## Leben und Karriere
Brendan Mullen kam 1949 als Sohn eines musikbegeisterten Schotten und seiner irischen Frau in Paisley nahe Glasgow zur Welt. Als er etwa acht Jahre alt war, übersiedelte die Familie nach Manchester. Bevor er in die Vereinigten Staaten auswanderte, schrieb Mullen in London Beiträge für Musikzeitschriften.
Mullen kam 1973 oder 1974 nach Los Angeles. Als passionierter, aber nicht professioneller Schlagzeuger suchte er 1977 nach einer Örtlichkeit für sich und Gleichgesinnte zum Proben. Auf dem Hollywood Boulevard stieß er auf das leerstehende Hollywood Centre, das einst Regisseur Cecil B. DeMille als Hauptquartier gedient hatte. Nachdem er im Keller des Hauses für 850 Dollar Monatsmiete mehrere Proberäume eingerichtet hatte, ging daraus schließlich der Nachtklub The Masque hervor, der zum Dreh- und Angelpunkt der lokalen Punkszene wurde. Bands wie The Dickies, Go-Go’s, The Plugz oder X gaben regelmäßig Konzerte und bescherten Mullen gute Besucherzahlen. Bereits 1978 wurde der Klub wegen angeblicher Verstöße gegen feuerpolizeiliche Auflagen wieder geschlossen. Mehrere Punkbands, die zuvor ohne Auftrittsmöglichkeit gewesen waren, unterstützten Mullen in der Folge bei einem Rechtsstreit gegen den Vermieter und Hausbesitzer.
Nachdem es ihm gelungen war, den Geist von The Masque am Leben zu erhalten und er an unterschiedlichen Orten Konzerte unter dem Slogan „The Masque Presents“ veranstaltet hatte, führte Mullen 1979/80 kurzzeitig den neuen Klub The Other Masque. Danach arbeitete er mehr als ein Jahrzehnt für den Club Lingerie und buchte dabei Musiker verschiedenster Genres, darunter Red Hot Chili Peppers, Sun Ra und Big Mama Thornton. Nebenbei war er als Konzertplaner auch für das Variety Arts Center tätig und beteiligte sich an der Gründung weiterer Nachtklubs. Mitte der 1990er Jahre besann er sich auf seine Wurzeln als Musikjournalist und schrieb mehrere Bücher über die Szene von Los Angeles, darunter We Got the Neutron Bomb: The Untold Story of L.A. Punk mit Marc Spitz.
Brendan Mullen erlag im Oktober 2009 drei Tage nach seinem 60. Geburtstag im Ventura County Hospital einem schweren Schlaganfall. Noch kurz vor seinem Tod soll er sich um den Erwerb der US-Staatsbürgerschaft bemüht haben. Mullen hinterließ drei Schwestern und seine langjährige Lebensgefährtin Kateri Butler.

## Rezeption
Weggefährten schreiben Brendan Mullen eine entscheidende Rolle bei der Etablierung der Punkszene an der US-Westküste zu. Laut seinem Kollegen Paul Tollett war Mullen der erste Punkrock-Promoter in Los Angeles. Musikkritiker Robert Hilburn nannte ihn einen „unermüdlichen Arbeiter im Namen seiner musikalischen Leidenschaft“. Sein Name blieb vor allem mit dem kurzlebigen Nachtklub The Masque verbunden, den Randy Lewis von der Los Angeles Times als „Ground Zero“ für den L.A. Punk umschrieb.

“At the Masque, Mullen created an underground space that became a crucible for musicians and fans who felt alienated from mainstream society. Anger, frustration and self-deprecating humor flowered in the assaultive music that had been roiling in New York and London.”

„Mit The Masque schuf Mullen einen Underground-Raum, der zum Schmelztiegel für Musiker und Fans wurde, die sich vom gesellschaftlichen Mainstream entfremdet fühlten. Wut, Frustration und selbstironischer Humor blühten in der angriffigen Musik auf, die in New York und London hochgekocht war.“

Mullen, der seine Bedeutung selbst herunterspielte, wurde in Nachrufen außerdem für seinen eklektischen Musikgeschmack gelobt. So buchte er etwa für den Club Lingerie Vertreter zahlreicher verschiedener Genres von Punk und Pop bis Jazz und Blues sowie als erster Konzertplaner an der Westküste Hip-Hop-Acts der New Yorker Szene.
Mullen verband eine langjährige Freundschaft mit den Red Hot Chili Peppers, nachdem er der Band 1983 erste Gigs im Club Lingerie verschafft hatte. Zum Zeitpunkt seines Todes hatte er mit den Musikern an einer Bandbiografie gearbeitet. Laut Frontmann Anthony Kiedis erfuhr die Band am Tag der ersten Proben mit dem neuen Gitarristen Josh Klinghoffer von Mullens Ableben. Aus einem spontanen Jam entstand der Titel Brendan’s Death Song, der 2012 als vierte und letzte Single vom Album I’m with You ausgekoppelt wurde. Auch das dazugehörige Video ist eine Hommage an Brendan Mullen und zeigt die Band im Stil einer Jazz-Beerdigung durch die Straßen von Los Angeles ziehen.

## Bibliografie
- Marc Spitz, Brendan Mullen: We Got the Neutron Bomb: The Untold Story of L.A. Punk. Three Rivers Press, New York 2001, ISBN 978-0-609-80774-3.
- Brendan Mullen, Don Bolles, Adam Parfrey: Lexicon Devil: The Fast Times and Short Life of Darby Crash and the Germs. Feral House, Port Townsend 2002, ISBN 978-0-922915-70-5.
- Brendan Mullen: Whores: An Oral Biography of Perry Farrell and Jane’s Addiction. Da Capo Press, Boston 2006, ISBN 978-0-306-81478-5.
- Brendan Mullen, Roger Gastman: Live at the Masque: Nightmare in Punk Alley. Gingko Press, Berkeley 2007, ISBN 978-1-58423-290-2.
- The Red Hot Chili Peppers & Brendan Mullen: An Oral/Visual History. ItBooks 2010, ISBN 978-0-06-135191-4.

## Filmografie
- 1981: The Decline of Western Civilization
- 1986: X: The Unheard Music
- 2005: We Jam Econo: The Story of the Minutemen
- 2007: Punk’s Not Dead
- 2011: Bob and the Monster